# BLOWIN'
《BLOWIN'》，是日本樂團B'z的第10張單曲，1992年5月27日發行。為B'z銷量第三高的單曲和代表作之一。

## 簡介
發行後連續兩週獲得Oricon公信榜單曲週榜冠軍，初動銷量比前作大幅上升。是1992年度日本單曲總銷量第3名。本張作品是B'z迄今銷量第三高的單曲，並為演唱會中固定表演曲目之一。
為連續三張單曲銷量超過百萬，且首次獲得日本唱片協會百萬認證的作品。
本張單曲原先是以《BLOWIN'》作為單主打的單曲，但是Oricon將它標記為「BLOWIN'/TIME」雙A面單曲。
1992年間銷量約168萬張，最終銷量約176.3萬張，為日本最暢銷單曲第41名。

## 收錄曲
| 曲序 | 曲目    | 备注                                           | 时长 |
| ---- | ------- | ---------------------------------------------- | ---- |
| 1.   | BLOWIN' | 卡樂B薯片的廣告歌                              | 3:53 |
| 2.   | TIME    | 朝日系報導節目《Statio EYE》片頭曲（僅器樂版） | 4:56 |

## 製作人員
- 松本孝弘：吉他、全曲作曲和編曲
- 稻葉浩志：主唱、全曲作詞
- 明石昌夫：全曲編曲
- 田中一光：鼓（#2）
- B+U+M